# Zahnpulpa

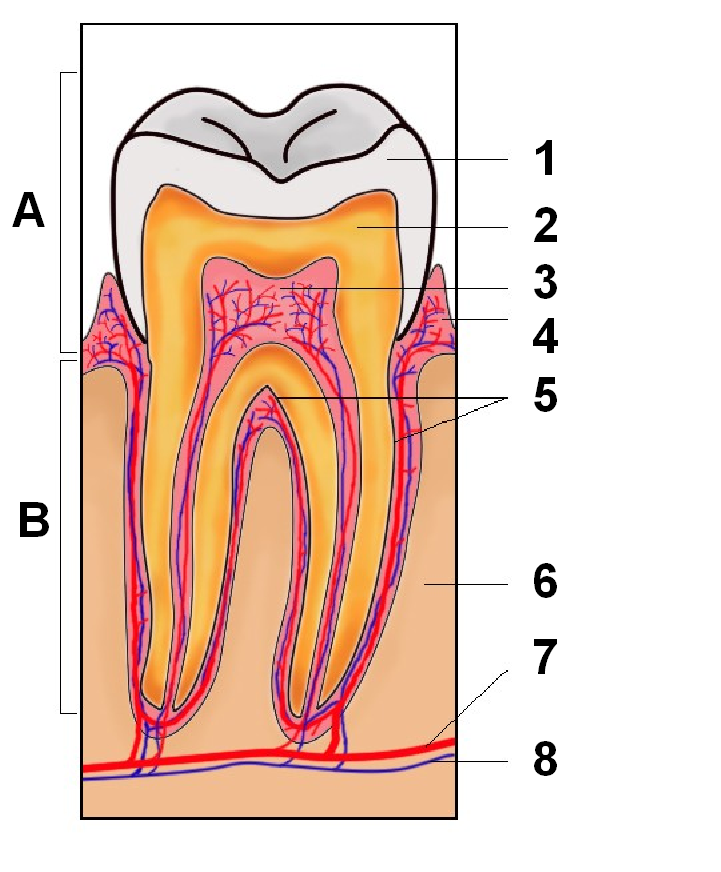
Schematischer Querschnitt eines Molaren:
1 = Schmelz
2 = Dentin
3 = Pulpencavum mit Pulpa
4 = Gingiva
5 = Wurzelzement
6 = Alveolarknochen
7 = Arteria alveolaris
8 = Vena alveolaris
Nervus Alveolaris (nicht eingezeichnet)
A = Zahnkrone; B = Zahnwurzel

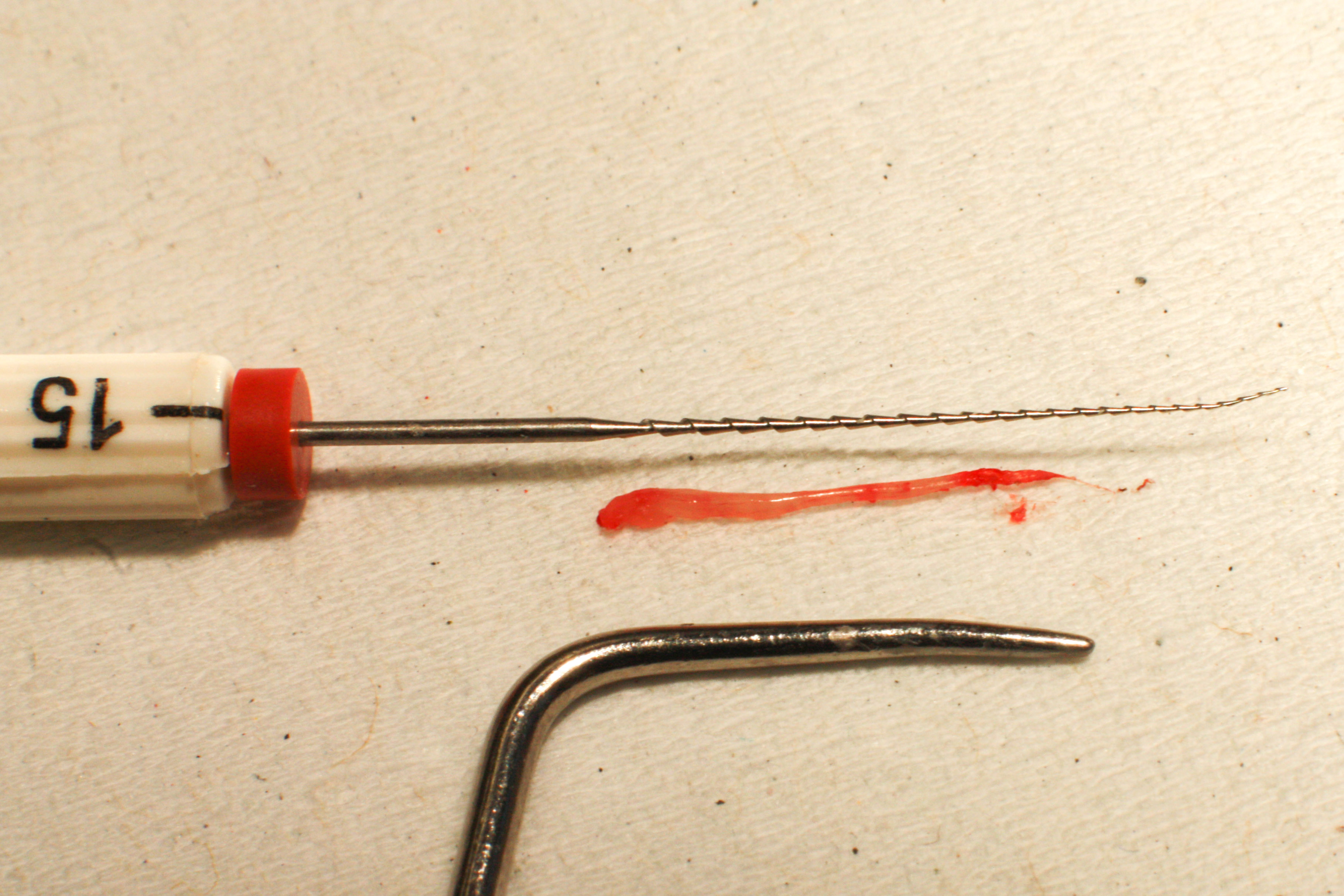
Exstirpierte vitale Pulpa nach einem Frontzahntrauma

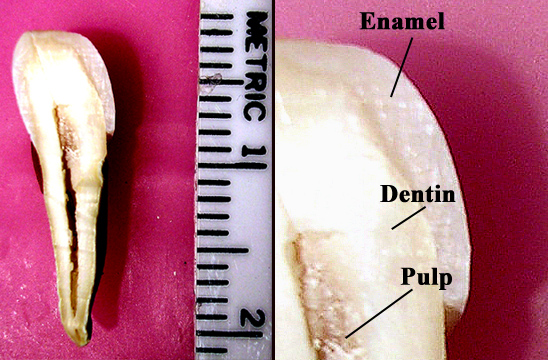
Pulpa im Zahnquerschnitt

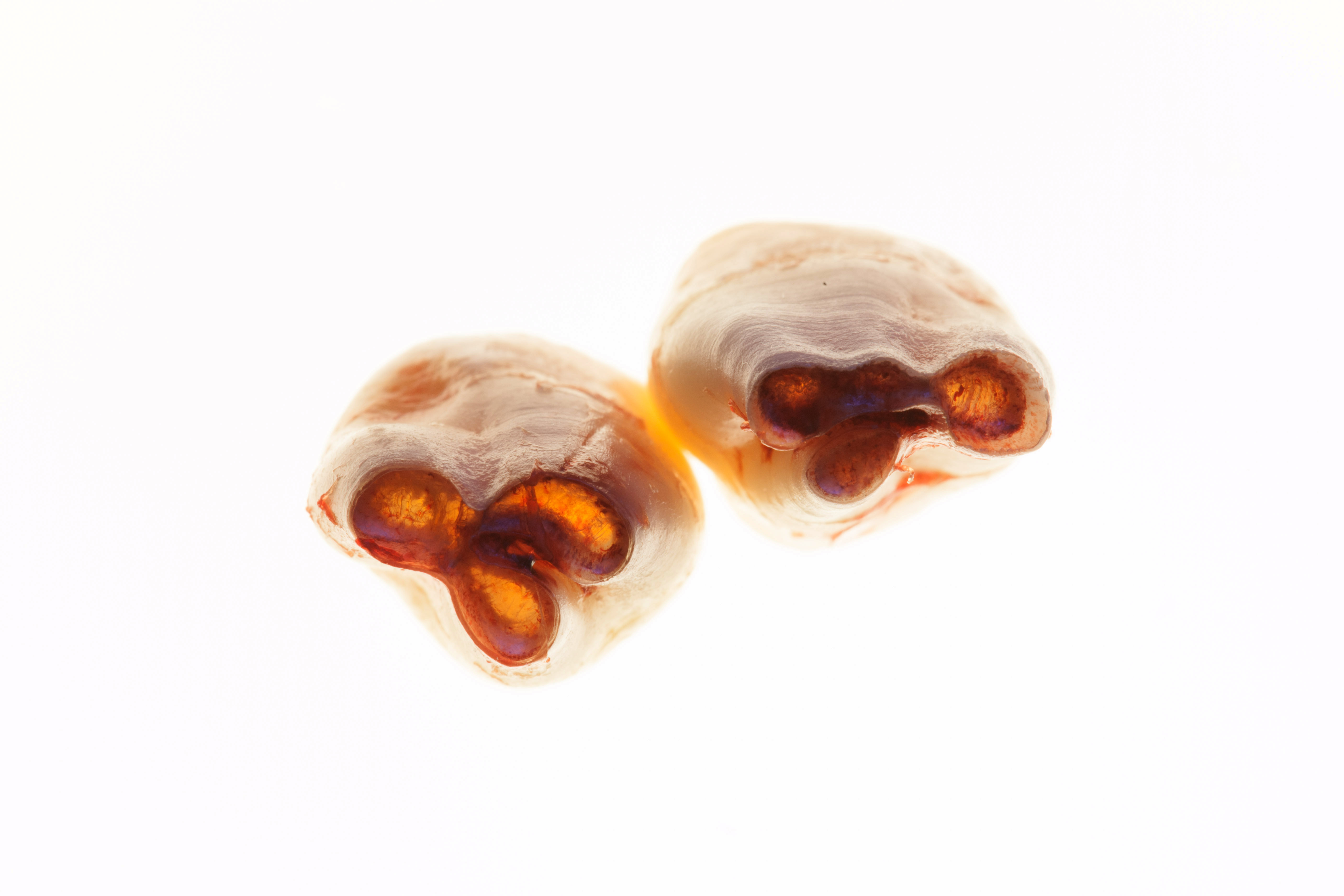
Wurzelkanäle (Pulpenhöhlen) zweier Weisheitszähne in der Zahnentwicklung (von apikal)

Die Zahnpulpa (von lateinisch pulpa ‚Fleisch‘), auch Pulpa dentis, Zahnmark oder Zahnnerv genannt, füllt den inneren Teil des Zahnes, die Pulpenhöhle (Pulpencavum), aus, die von den Zahnhartsubstanzen umhüllt wird. Das Pulpencavum reicht von der Zahnkrone bis an die Spitze der Zahnwurzel(n).

## Aufbau
Die Pulpa besteht aus Bindegewebe mit Blut- und Lymphgefäßen sowie Nervenfasern. Sog. Tomes-Fasern, Fortsätze der Odontoblasten, also dentinbildender Zellen, setzen sich in sehr feinen, mit bloßem Auge nicht zu erkennenden Dentinkanälchen (Tubuli) bis an die Schmelz-Dentin-Grenze fort. Neben den Odontoblasten-Fortsätzen finden sich in manchen Dentinkanälchen auch Nervenfasern. Diese geben überschwellige mechanische, thermische oder chemische Reize als Schmerzempfindung wieder. Von verschiedenen Autoren wurden in der Pulpa (und im Dentin) mittels immunhistochemischer Technik verschiedene Neuropeptide nachgewiesen (u. a. Substanz P, Opioidpeptide) und für diese eine Rolle in der Nociception der Pulpa (und des Dentin) diskutiert.
Anatomisch wird zwischen Kronen- und Wurzelpulpa unterschieden.

## Physiologische Entwicklung
Bevor Milchzähne oder bleibende Zähne in die Mundhöhle durchbrechen, bilden die Zellen der Pulpa während der Zahnentwicklung Dentin und Schmelz. Im jugendlichen Alter ist das Pulpencavum sehr weit und damit der Abstand zwischen Pulpa und der Zahnoberfläche nicht sehr groß. Karies kann dadurch sehr schnell bis an die Pulpa vordringen und zur Pulpitis führen. Das Pulpencavum wird mit zunehmendem Alter kleiner, da kontinuierlich von innen heraus Dentin produziert wird. Dadurch nimmt wiederum der Abstand zwischen der Pulpa und der Zahnoberfläche kontinuierlich zu.

## Krankhafte Veränderungen der Pulpa
Aufgabe des Zahnarztes ist es, zwischen einer reversiblen und einer irreversiblen Pulpitis zu unterscheiden, die Ursache festzustellen und die entsprechende Therapie einzuleiten. Die Pulpa hat mangels eigenen Lymphabflussystems nur ein sehr begrenztes Potential zur Regeneration.
Man unterscheidet:
- Pulpitis: Entzündung des Zahnmarks.
- Pulpagangrän: Das Pulpagewebe stirbt durch anaerobe Keime ab und löst sich auf.
- Dentikel: Verkalkungen des Pulpengewebes mittels rundlicher bis ovaler Hartgewebekörper. Ursachen können das Alter oder Traumata sein; Dentikel können auch infolge von Heilungsvorgängen oder durch therapeutische Eingriffe entstehen. Sie werden zumeist als Zufallsbefunde auf Röntgenaufnahmen oder während einer Wurzelkanalaufbereitung entdeckt
- Apikale Parodontitis: Entzündliche Prozesse im Bereich der Wurzelspitze eines Zahnes
- Odontogene Infektionen: Abszesse mit und ohne Verbindungen zur Mundhöhle bzw. in den Kieferknochen (Fistel)

Das Mittel der Wahl ist in der Regel eine Wurzelkanalbehandlung, gegebenenfalls einschließlich einer vorausgehenden Apexifikation.

## Tissue Engineering
Neue Erkenntnisse zeigen, dass eine Regeneration der dentalen Pulpa im Sinne des Tissue Engineering möglich sein könnte. Ergebnisse aus dem Bereich der Grundlagenforschung zeigen, dass dentale Stammzellen nach Einsaat in ein geeignetes Trägermaterial Pulpagewebe und tubuläres Dentin bilden können. Klinische Fallberichte beschreiben ein Prozedere bei jugendlichen Zähnen mit nicht abgeschlossenem Wurzelwachstum, das nach Provokation einer Einblutung in den Wurzelkanal zur Regeneration der dentalen Pulpa mit Fortschreiten des Wurzelwachstums führen kann.

## Forensische Bedeutung
Die Forensische Zahnmedizin ist ein Teilbereich der Rechtsmedizin, der sich auf die Identifizierung von Verbrechensopfern anhand ihrer odontologischen Besonderheiten spezialisiert hat. In den USA wird die Zahnpulpa bereits seit Mitte der 1990er Jahre extrahiert, um die darin enthaltende DNA beispielsweise für die Identifikation von Brandopfern zu nutzen, bei denen keine anderen DNA-Quellen zur Verfügung stehen.